# Johann Matthias Kager
Johann Matthias Kager (Monaco, 1575 circa – Augusta, 1634) è stato un pittore tedesco.

## Biografia
Il suo apprendistato si svolse a Monaco, anche se nessun documento ne conferma l'ulteriore formazione presso Federico Sustris. Sebbene non esista testimonianza di un suo viaggio in Italia, svoltosi intorno al 1596, le sue opere rivelano un soggiorno a Venezia, città in cui dovette frequentare anche la bottega di Johann Rottenhammer. Dopo essere stato per breve tempo al servizio della corte bavarese, Kager si stabilì nel 1603 ad Augusta, dove ricoprì con l'architetto Elias Holl un ruolo di primo piano nella vita politica ed artistica della città, sedendo in consiglio e venendo in seguito eletto borgomastro nel 1631.
Il suo stile, di derivazione manierista, si arricchì inoltre di suggestioni tratte dalla scuola veneziana, come Paolo Veronese e Jacopo da  Bassano, e da Rottenhammer. Alle opere giovanili, fortemente eclettiche, seguirono intorno al 1610 composizioni più armoniose, in cui è ravvisabile un certo classicismo proprio dell'ambiente di Augusta, presente anche nell'opera di Rottenhammer. In seguito sarà uno dei primi pittori della Germania meridionale a mostrarsi ricettivo all'arte di Rubens.
Le sue opere comprendono quadri, affreschi, miniature. stampe, progetti d'arte decorativa e di architettura, oltre a veri e propri progetti architettonici. Dal 1622 al 1626 Kager sviluppò il proprio talento nelle decorazioni del Municipio di Augusta: soffitto della Sala d'oro, distrutta nel 1945, quadri delle camere principesche, conservati ora ad Augusta. I suoi dipinti si limitano alla produzione di quadri storici e a pale d'altare, come Ascensione di Cristo, Assunzione, Adorazione dei Magi, del 1609 ora nella Basilica dei Santi Ulrico e Afra ad Augusta; San Bernardo del 1619 nella chiesa dell'Assunzione di Aldersbach, presso Passavia; Adorazione dei Magi del 1626, chiesa di Santa Maria e San Corbiniano a Frisinga; Compianto sul Cristo, chiesa di Santa Maria a Ingolstadt.
L'esecuzione dei dipinti raramente raggiunge la qualità dei disegni che presentano maggiore originalità. Le numerose facciate decorate da Kager ci sono note solo attraverso le incisioni, come  casa Weber ad Augusta. La maggior parte delle sue opere sono conservate al Germanisches Nationalmuseum di Norimberga e al Kunsthistorisches Museum di Vienna.
Suo allievo fu Kaspar Strauss.